# Riera de Marmellar
La riera de Marmellar és una riera situada entre les comarques de l'Alt Camp, el Baix Penedès i l'Alt Penedès, afluent del riu Foix.
La riera neix al municipi de Querol, a l'Alt Camp, als vessants orientals del pic Montagut i recorre els municipis d'Aiguamúrcia, el Montmell, Castellví de la Marca, Sant Jaume dels Domenys, l'Arboç i Castellet i la Gornal, on desemboca al principi del pantà del Foix.
El nom el treu pel fet que la riera passa pel poble de Marmellar, actualment deshabitat. Se l'anomena també riera de Manlleu, ja que també passa pel poble del Pla de Manlleu, pertanyent al municipi d'Aiguamúrcia. Fa un recorregut d'uns 25 kilòmetres.